# NGC 141
NGC 141 је спирална галаксија у сазвежђу Рибе која се налази на NGC листи објеката дубоког неба.
Деклинација објекта је + 5° 10' 46" а ректасцензија 0h 31m 17,6s. Привидна величина (магнитуда) објекта NGC 141 износи 14,4 а фотографска магнитуда 15,3. NGC 141 је још познат и под ознакама CGCG 409-27, PGC 1918.